# J-Stars Victory Vs
J-Stars Victory VS (ジェイスターズ ビクトリーバーサス, Jei Sutāzu Bikutorī Bāsasu) est un jeu vidéo de combat édité par Namco Bandai Games sorti le 19 mars 2014 au Japon sur PlayStation 3 et PlayStation Vita. Il regroupe plusieurs personnages de différents mangas édités par Shueisha dans son magazine Weekly Shōnen Jump.
Une version du jeu nommée J-Stars Victory VS+ est sortie en juin 2015 sur PlayStation 3, PlayStation Vita et PlayStation 4 en Europe et Amérique du Nord.

## Système de jeu
Le jeu offre la possibilité de faire s'affronter jusqu'à six personnages, avec deux personnages principaux et un personnage de soutien par équipe. Les combattants peuvent se déplacer dans les niveaux en trois dimensions et attaquer l'ennemi de leur choix. Il y a plusieurs types de personnages, certains plus aptes aux enchainements ou encore d'autres plus concentrés sur la puissance.
Pour gagner, le joueur doit remplir une barre de victoire en battant un adversaire. Un adversaire vaincu réapparaît après quelque temps. Chaque personnage dispose d'attaques issues du manga original et celles-ci sont rangées sous plusieurs catégories : des attaques simples à portée réduite, des puissantes mais qui laisse l'utilisateur à découvert, des attaques de zone qui permettent de toucher plus facilement un ou deux adversaires en même temps, ainsi que des attaques ultimes permettant de vaincre son adversaire de manière spectaculaire. Les personnages peuvent aussi utiliser des transformations s'ils en possèdent.
Le jeu dispose de deux modes de jeu jouable en solo. Le premier, intitulé Aventure-J, est un mode histoire composé de quatre chapitres :
- Chapitre Energie avec Luffy, Ace et Seiya
- Chapitre Espoir avec Naruto, Yusuke et Gon
- Chapitre Recherche avec Toriko, Zebra et Goku
- Chapitre Poursuite avec Ichigo, Oga et Hiei.

Dans ce mode, le joueur parcourt le monde Jump à l'aide d'un bateau et affronte les ennemis emblématiques des principales séries du Jump,. Le second mode solo, Route de la victoire, est un mode de jeu combat dans lequel le joueur doit accomplir certains objectifs prédéfinis pendant le combat. Le jeu propose également un mode de combat libre jouable jusqu'à deux joueurs en multijoueur local et jusqu'à quatre joueurs en multijoueur en ligne.

## Contenu

### Personnages jouables
- Assassination Classroom : Mr Koro
- Beelzebub : Tatsumi Oga avec Baby Beel
- Bleach : Ichigo Kurosaki, Sōsuke Aizen
- Bobobo-bo Bo-bobo : Bobobo-bo Bo-bobo
- Chinyūki -Tarō to Yukaina Nakama-tachi- : Tarō Yamada
- Dr Slump : Aralé Norimaki
- Dragon Ball : Son Gokû, Vegeta, Freezer
- Gintama : Gintoki Sakata
- Hunter × Hunter : Gon Freecss, Kirua Zoldik
- Hokuto no Ken : Kenshirô, Raoh
- Jigoku Sensei Nube : Meisuke Nueno
- JoJo's Bizarre Adventure : Jonathan Joestar, Joseph Joestar
- Kenshin le vagabond : Kenshin Himura, Makoto Shishio
- Kochikame : Kankichi Ryōtsu
- Médaka Box : Medaka Kurokami
- Naruto : Naruto Uzumaki, Sasuke Uchiwa, Madara Uchiwa
- One Piece : Monkey D. Luffy, Boa Hancock, Akainu, Portgas D. Ace
- Reborn! : Tsunayoshi Sawada avec Reborn
- Saiki Kusuo no Psi-nan : Kusuo Saiki
- Saint Seiya : Seiya
- Sakigake!! Otokojuku : Momotarō Tsurugi
- Toriko : Toriko, Zebra
- Tottemo! Luckyman : Luckyman
- Yū Yū Hakusho : Yusuke Urameshi, Hiei, Toguro Junior

### Personnages de soutien
- Bleach : Rukia Kuchiki
- D.Gray-man : Allen Walker
- Gintama : Kagura et Sadaharu
- Haikyū!! : Shoyo Hinata
- Hunter × Hunter : Hisoka
- Kuroko's Basket : Tetsuya Kuroko
- Médaka Box : Misogi Kumagawa
- Neuro, le mange-mystères : Neuro Nōgami
- Nisekoi : Chitoge Kirisaki
- Pyū to fuku! Jaguar : Jaguar Junichi
- Sakigake!! Otokojuku : Heihachi Edajima
- Sket Dance : SKET
- To Love-ru : Lala Satalin Deviluke

### Lieux de combats
- Bleach : Soul Society
- Dr Slump : Le village Pingouin
- Dragon Ball Z : Planète Namek
- Gintama : Le Paradis Yoshiwara
- Kenshin le vagabond : Le QG des 10 sabres
- Kochikame : Poste de police de Kameari
- Naruto : Le village de Konoha
- One Piece : Le royaume d'Alabasta
- Saint Seiya : Le Sanctuaire d'Athena
- Sakigake!! Otokojuku : Arène du Tonnerre
- Toriko : Le Potager Céleste
- Yū Yū Hakusho : Stade du Tournoi de l'Ombre

## Développement
Le jeu a d'abord été annoncé en décembre 2012 sous le nom de Project Versus J dans le magazine Weekly Shōnen Jump. Il est présenté à l'occasion des 45 ans du Jump comme le "jeu Jump ultime", faisant référence aux précédents jeux Jump Super Stars et Jump Ultimate Stars sortis sur Nintendo DS. Ces deux jeux comme J-Stars Victory VS proposent des affrontements entre plusieurs personnages des nombreux mangas publiés dans le magazine. Pendant le développement, les lecteurs du Weekly Shōnen Jump pouvaient voter pour les personnages qu'ils désiraient voir apparaître dans le jeu.
Les trois premiers personnages révélés dans le magazine en décembre 2012 étaient Son Goku (Dragon Ball), Monkey D. Luffy (One Piece) et Toriko (Toriko). Naruto Uzumaki (Naruto) a été révélé en mars 2013. Une première vidéo a été dévoilée le 7 avril démontrant un peu le gameplay et les personnages en action. En juin 2013, Ichigo Kurosaki (Bleach) et Kenshin Himura (Kenshin le vagabond) ont été ajoutés. En juillet 2013, ce sont Gintoki Sakata (Gintama) et Kankichi Ryotsu (Kochikame) qui ont rejoint le casting. Une nouvelle vidéo a été mise en ligne présentant le style des huit personnages. En août 2013, Gon Freecss (Hunter × Hunter) et Yusuke Urameshi (Yū Yū Hakusho) sont dévoilés. La précédente vidéo est prolongée de quelques instants laissant apercevoir ses personnages. Début septembre, le magazine annonce trois nouveaux personnages avec Sasuke Uchiwa (Naruto), Vegeta (Dragon Ball) et Zebra (Toriko), ainsi que la présence des transformations. Le 17 septembre, c'est Jaguar Junichi (Pyū to fuku! Jaguar) et Taro Yamada (Chinyūki -Tarō to Yukaina Nakama-tachi-) qui rejoignent le casting.
Une première démo était jouable lors du salon Tokyo Game Show de 2013, alors que le jeu était à 50 % de son développement. En octobre 2013, Medaka Kurokami (Médaka Box) est annoncé en personnage jouable, tandis que Kumagawa Misogi (Médaka Box), Boa Hancock (One Piece), Chitoge Kirisaki (Nisekoi), Rukia Kuchiki (Bleach) et Lala Satalin Deviluke (To Love-ru) rejoignent les personnages de soutien. En novembre sont annoncés Tsunayoshi Sawada aka Tsuna (Reborn!) et Tatsumi Oga (Beelzebub) en personnages jouables, ainsi que Tetsuya Kuroko (Kuroko's Basket), Yûsuke Fujisaki aka Bossun, Hime Onizuka aka Himeko et Usui Kazuyoshi aka Switch (Sket Dance) en personnages de soutien. En décembre 2013, Jonathan et Joseph Joestar (JoJo's Bizarre Adventure) ainsi que Meisuke Nueno (Jigoku Sensei Nube) rejoignent le casting, suivi par Koro-sensei (Assassination Classroom) et Neuro Nogami (Neuro, le mange-mystères) en soutien, ainsi que Seiya (Saint Seiya) et Allen Walker (D.Gray-man) en personnage de soutien. Ce même mois, Namco Bandai annonce qu'il n'y aurait pas de personnages supplémentaires proposés en DLC payants.
En janvier 2014, Makoto Shishio (Kenshin), Akainu (One Piece), Madara Uchiwa (Naruto), Freezer (Dragon Ball) et Toguro Jr. (Yū Yū Hakusho) sont annoncés comme personnages jouables ainsi que Hisoka (Hunter × Hunter) en personnage de soutien. En février 2014, les derniers personnages sont annoncés : il s'agit de Kenshiro et Raoh (Hokuto no Ken), Arale Norimaki (Dr Slump), Bobobo-bo Bo-bobo (Bobobo-bo Bo-bobo), Luckyman (Tottemo! Luckyman), Kusuo Saiki (Saiki Kusuo no Sainan), Portgas D. Ace (One Piece), Kirua Zoldik (Hunter × Hunter), Hiei (Yū Yū Hakusho) et Momotaro Tsurugi (Sakigake Otokojuku) en personnages jouables, ainsi que Shoyo Hinata (Haikyū!!) et Heihachi Edajima (Sakigake!! Otokojuku) en personnages de soutien,,.
Hironobu Kageyama, Hiroshi Kitadani et Akira Kushida exécutent la chanson de thème du jeu vidéo appelé Fighting Stars.
En décembre 2014, lors du Jump Festa 2015, Bandai Namco annonce la sortie d'une version intitulée J-Stars Victory VS+ en Occident en été 2015. Cette version inclut notamment un mode Arcade. Le jeu est commercialisé le 26 juin 2015 en Europe et le 30 juin en Amérique du Nord.

## Anison Sound Edition
L'Anison Sound Edition est une version collector du jeu. On y retrouve des musiques iconiques provenant des animes des licences présentent dans le jeu. Cette édition permet aux joueurs d'utiliser les 21 thèmes musicaux provenant des génériques d'ouverture (format télévisé) des animés en question comme musique de fond,.
- GO !!! (Naruto)
- Cha-La-Head-Cha-La (Dragon Ball Z)
- We Are !! (One Piece)
- Asterisk (Bleach)
- The no 1 Greatest Hard-Worker (Jigoku Sensei Nube)
- Smile Bomb (Yū Yū Hakusho)
- Guts Guts!! (Toriko)
- Pray (Gintama)
- Departure (Hunter × Hunter)
- Blood's Destiny (JoJo's Bizarre Adventure)
- Sobakasu (Kenshin le vagabond)
- DaDaDa !! (Beelzebub)
- Happy Crazy Box (Médaka Box)
- Katsushika Rhapsody (Kochikame)
- Listen to the Stereo (Reborn!)
- Pegasus Fantasy (Saint Seiya)
- Baka Survivor (Bobobo-bo Bo-bobo)
- Are-Are Arare-chan (Dr Slump)
- Ai Wo Torimodose (Hokuto no Ken)
- Luckyman no Uta (Tottemo! Luckyman)

## Liste des musiques
Beaucoup de titres ont été attribuées à des musiques variées et destinées aux différents personnages du jeu. Ces musiques ont tous été composées par Yasuharu Takanashi et on retrouve :
1.	‘’Raging Blast’’ (Destinée principalement à Son Goku, mais est aussi destinée à Zebra)
2.	‘’Never-ending Adventure’’ (Destinée à Monkey D. Luffy)
3.	‘’Ninja Slayer’’ (Destinée à Naruto Uzumaki)
4.	‘’Good Appetite !’’ (Destinée à Toriko)
5.	‘’Bring It On !’’ (Destinée à Gintoki Sakata)
6.	‘’Festival Revolution’’ (Destinée à Kankichi Ryotsu)
7.	‘’Brave Soldiers’’ (Destinée principalement à Seiya, mais est aussi destinée à Jonathan Joestar et à Raoh)
8.	‘’The Styx’’ (Destinée principalement à Ichigo Kurosaki, mais est aussi destinée à Hiei et à Makoto Shishio)
9.	‘’Burning Sword’’ (Destinée principalement à Kenshin Himura, mais est aussi destinée à Sasuke Uchiwa)
10.	‘’Dark Inferno’’ (Destinée principalement à Yusuke Urameshi, mais est aussi destinée à Vegeta)
11.	‘’A Man among Men’’ (Destinée à Momotaro Tsurugi)
12.	‘’You’re Easygoing…’’ (Destinée à Aralé Norimaki)
13.	‘’Bravely and Resolutely’’ (Destinée principalement à Gon Freecss, mais aussi destinée à Joseph Joestar)
14.	‘’Edge of the Fist’’ (Destinée principalement à Kenshiro, mais est aussi destinée à Toguro Junior, à Akainu et à Madara Uchiwa)
15.	‘’Bad Boys’’ (Destinée à Tatsumi Oga avec Baby Beel)
16.	‘’Abnormal Psychology’’ (Destinée à Medaka Kurokami)
17.	‘’Assassin Rendezvous’’ (Destinée principalement à Mr Koro, mais est aussi destinée à Kirua Zoldik)
18.	‘’Psycho Circus’’ (Destinée à Kusuo Saiki)
19.	‘’Turn the Beat Up !’’ (Destinée principalement à Bo-bobo, mais est aussi destinée à Boa Hancock)
20.	‘’The Hitman’’ (Destinée principalement à Tsunayoshi Sawada avec Reborn, mais est aussi destinée à retrait de lien suite à PaS)
21.	‘’Good Luck !’’ (Destinée à Luckyman)
22.	‘’The Incredibles’’ (Destinée à Taro Yamada)
23.	‘’Two Steps from Hell’’ (Destinée principalement à Meisuke Nueno, mais est aussi destinée à Freezer et à Sosuke Aizen)
24.	‘’Fighting Stars : Instrumental’’ (Destinée à tous les personnages lorsque le ‘’Burst Final’’ est activé).

## Accueil
Le jeu a reçu la note de 32/40 par le magazine Famitsu. Lors de sa première semaine de commercialisation, la version PlayStation 3 s'est écoulée à 118 240 exemplaires, soit 86,55 % du stock initial, et la version PlayStation Vita à 97 821 exemplaires, soit 89,25 % du stock initial,.